# 宮坂道夫
宮坂 道夫（みやさか みちお、1965年 - ）は、日本の生命倫理学、医療倫理学者。新潟大学医学部教授。医学博士。

## 略歴・人物
長野県松本市出身。
1983年（昭和58年）、長野県松本県ヶ丘高等学校卒業。
1987年（昭和62年）、早稲田大学教育学部理学科生物学専攻卒業。
1998年 (平成10年)、大阪大学大学院医学研究科修士課程を経て、東京大学大学院医学研究科博士課程修了。医学博士（東京大学）。
1999年 (平成11年)より新潟大学医学部講師。2004年 (平成16年)より新潟大学医学部保健学科准教授。
2011年 (平成23年)より新潟大学医学部保健学研究科保健学専攻教授を務める
。
2014年 (平成26年)からは、「日本医学哲学・倫理学会」理事、評議員、編集委員会委員長などを務めている
。
ハンセン病重監房の記録
2006年に出版された宮坂の著書『ハンセン病重監房の記録』では、日本のハンセン病患者たちに対する偏見と、
「草津送り」と呼ばれたハンセン病患者たちにとってまさに死を意味していたこの言葉にスポットを当て、
これまで封印され続けてきたハンセン病患者の受難史を浮き彫りにしている。
日本のハンセン病患者たちは、1907年（明治40年）に制定された「らい予防法」によって強制的に療養所に隔離・収容された。
（これは「ハンセン病問題の解決の促進に関する法律」（平成8年4月1日法律第28号）をもって廃止されるまで続く）
1916年さらに法律が“改正”され、所長には患者の懲戒検束権（患者を処罰できる権限）が与えられ、
反抗的とされた患者を監禁所と呼ばれる科刑の場に拘束することができた。
草津・栗生楽泉園には「重監房」という事実上の監獄が設けられ、
正式な裁判もないまま収監された患者たちは苛烈な懲罰に苦しみ命を落としていった
。

## 所属学会
- 日本医学哲学・倫理学会

## 著書
- 『医療倫理学の方法 - 原則・手順・ナラティヴ』 2005.3、のち新版 2011.4
- 『ハンセン病重監房の記録』（集英社新書） 2006.4
- 『薬とリスク』（石原清ほか、ブックレット新潟大学38)　2011.4
- 『人間科学のためのナラティヴ研究法』（キャサリン・コーラー・リースマン(Catherine Kohler Riessman)、監訳） 2014.12